# 65 (nombre)
« Soixante-cinq » redirige ici. Pour l'année, voir 65.
Le nombre 65 (soixante-cinq) est l'entier naturel qui suit 64 et qui précède 66.

## En mathématiques
Le nombre 65 est :
- un nombre octogonal.
- un nombre brésilien car 65 = 5512.
- un nombre de Cullen.
- en entrant 65, la fonction de Mertens retourne 0.
- la constante magique du carré magique 5 par 5 suivant :

{\displaystyle {\begin{bmatrix}17&24&1&8&15\\23&5&7&14&16\\4&6&13&20&22\\10&12&19&21&3\\11&18&25&2&9\end{bmatrix}}}
- la constante magique du problème des huit dames pour n = 5.
- la plus petite hypoténuse commune à deux triplets pythagoriciens primitifs distincts : {\displaystyle (16,63,65)} et {\displaystyle (33,56,65)}.

## Dans d'autres domaines
Le nombre 65 est aussi :
- l'indicatif téléphonique international pour appeler Singapour.
- l'âge légal pour la retraite au Royaume-Uni, en Allemagne et dans d'autres pays.
- le numéro atomique du terbium, un lanthanide.
- le numéro de la sourate At-Talaq dans le Coran.
- une limitation de vitesse usuelle, en miles par heure (env. 104 km/h), pour les autoroutes dans beaucoup d'États des États-Unis.
- le n° du département français des Hautes-Pyrénées.
- années historiques : -65, 65 ou 1965.
- ligne 65